# 大鰭蠕蛇鰻
大鰭蠕蛇鰻，為輻鰭魚綱鰻鱺目糯鰻亞目蛇鰻科的其中一種，分布於印度太平洋區，從東非至社會群島海域，棲息深度30-33公尺，棲息在沿岸底層水域，體長可達25公分，屬肉食性，生活習性不明。

## 擴展閱讀
維基物種上的相關：大鰭蠕蛇鰻